# NGC 2842
NGC 2842 est une galaxie lenticulaire située dans la constellation de la Carène. NGC 2842 a été découverte par l'astronome britannique John Herschel en 1836.

## Caractéristiques
Sa vitesse par rapport au fond diffus cosmologique est de 3 043 ± 42 km/s, ce qui correspond à une distance de Hubble de 44,9 ± 3,2 Mpc (∼146 millions d'al).
À ce jour, une mesure non basée sur le décalage vers le rouge (redshift) donne une distance d'environ 34,600 Mpc (∼113 millions d'al). Cette valeur est à l'extérieur des valeurs de la distance de Hubble. Notons que c'est avec la valeur moyenne des mesures indépendantes, lorsqu'elles existent, que la base de données NASA/IPAC calcule le diamètre d'une galaxie et qu'en conséquence le diamètre de NGC 2842 pourrait être d'environ 27,7 kpc (∼90 300 al) si on utilisait la distance de Hubble pour le calculer.